# Богородицький сквер (Херсон)
Покровський сквер знаходиться в місті Херсон. Він відомий тим, що це єдине місце на Півдні України, де встановлена скульптура Пресвятої Богородиці «Покрова». Скульптура знаходиться в центрі скверу обличчям на схід.
У Покровському сквері Херсона проходять культурно-творчі акції, художні виставки, православні заходи, концертні програми, весільні фотосесії.
До повномасштабного вторгнення у сквері були лавки, він освітлювався ліхтарями.

## Розташування
Сквер знаходиться між вулицями Рішельєвська та Торгова, та Старообрядницька з двох сторін. Поблизу знаходиться будівля РАГС.

## Історія
1803 рік — У Херсоні на кошти старообрядницької громади була побудована каплиця. Це стало початком історії майбутнього Покровського скверу.
1805 рік — На місці каплиці була закладена кам'яна церква Покрови Пресвятої Богородиці. Церква стала важливим релігійним центром для місцевих жителів.
З початком радянського періоду у житті церкви настали складні часи. Спочатку його закрили, а потім почали використовувати приміщення для інших потреб. Відомо, що там знаходились і зернозберігальне, і в'язниця.

Скульпутра Божої Матері у Покровському сквері у м. Херсон

1948 рік — У післявоєнний час церква була підірвана. Це стало великою втратою для місцевої громади, і місце залишалося пустим протягом багатьох десятиліть.
2009 рік — На місці зруйнованого православного храму встановлена скульптура Божої Матері (Покрова). Цей акт символізував відродження релігійного значення місця і вшанування історичної пам'яті. За сприянням жіночого клубу «Ініціатива», встановили композицію образу Пресвятої Богородиці «Покрова» (скульптор — Віктор Тишкевич) з молитвою, слова якої написані відомим львівським поетом Богданом Пастухом. До цього там знаходився пам'ятник Сталіну.
2011 рік — На основі рішення VII сесії Херсонської міської ради VI скликання від 29.04.2011 № 191, сквер між вулицями Рішельєвською (Жовтневої революції) і Торговою (21-го Січня) називають «Покровським». Це рішення закріпило нову роль скверу як місця відпочинку та пам'яті для херсонців.
Покровський сквер став символом відродження і поваги до історії, зберігаючи пам'ять про важливі події та релігійні споруди, які існували на цьому місці.

## Згадування у ЗМІ
- Рух ЧЕСНО «Як живе вільний Херсон під російськими обстрілами», Сергій Нікітенко (24 березня 2023 рік). [Архівовано 18 липня 2024 у Wayback Machine.]